# كوبا سنترو أمريكانا
كوبا سنترو أمريكانا (بالإسبانية: Copa Centroamericana)‏ كانت مسابقة كرة القدم الرئيسية التي تتنافس عليها الفرق الوطنية للرجال الكبار من أعضاء اتحاد أمريكا الوسطى لكرة القدم الهيئة الإدارية للرياضة في أمريكا الوسطى. تقام كل عامين منذ عام 1991، في السنوات التي سبقت وبعد بطولات كأس العالم لكرة القدم، كانت تسمى في الأصل كأس أمم أمريكا الوسطى (بالإسبانية: Copa de Naciones de la UNCAF)‏، تغير إلى الاسم الأخير في عام 2011.
تألفت البطولة من مرحلتين في دور المجموعات من نهائيات البطولة، تنافست الفرق السبعة في مجموعتين، واحدة من أربعة فرق والأخرى من ثلاثة، للحصول على النقاط، مع تأهل الفريقين الأولين في كل مجموعة. تأهلت هذه الفرق الأربعة إلى الدور نصف النهائي من الدور النهائي، حيث تأهل الفائزون إلى النهائي بينما تنافس الخاسرون على مباراة المركز الثالث. وأقيمت مباراة تحديد المركز الخامس بين الفرق صاحبة المركز الثالث في دور المجموعات. اعتمادًا على أدائها في كوبا أمريكا الوسطى، انتقلت الفرق بعد ذلك للمشاركة في مسابقات أخرى، مثل الكأس الذهبية للكونكاكاف وكوبا أمريكا.
فازت أربعة فرق وطنية مختلفة ببطولات أمريكا الوسطى الاربعة عشر: كان منتخب كوستاريكا هو الفريق الوطني الأكثر نجاح في المسابقة بثمانية انتصارات. فازت هندوراس بأربعة ألقاب. فازت كل من غواتيمالا وبنما بلقب واحد. كانت كوستاريكا وهندوراس الفريقين الوحيدين في التاريخ اللذين فازا بلقبين متتاليين، حيث فازت الأولى بثلاثة ألقاب غير مسبوقة في أعوام 2003 و 2005 و 2007.أاقيمت البطولة الاخيرة في عام 2017، وبعد ذلك تم دمجها في دوري أمم الكونكاكاف.[بحاجة لمصدر]

## تاريخها
بسبب نجاح منتخب كوستاريكا لكرة القدم في كأس العالم لكرة القدم 1990 واقتراب كأس العالم لكرة القدم 1994 التي ستتم استضافتها في الولايات المتحدة ، قرر مؤتمر كونكاكاف في كينغستون، جامايكا تنظيم البطولة القارية نفسها؛ تم التصديق على كأس كونكاكاف الذهبية في 18 أغسطس 1990.  تم إعفاء كوستاريكا من المنافسة بسبب حصولها على المركز الأول في بطولة الكونكاكاف 1989، والتي كانت أيضًا بمثابة مرحلة تأهيل لكأس العالم التي استضافتها إيطاليا. ومع ذلك، ولأسباب اقتصادية بشكل أساسي، تم اختيار الولايات المتحدة كمكان لاستضافة البطولة. البطولة القارية.
خلال نفس المؤتمر، تم أيضًا تحديد شكل التصفيات لاتحادات أمريكا الوسطى. تضمنت الجولة التأهيلية النهائية لمنطقة أمريكا الوسطى عرضين: الولايات المتحدة وكوستاريكا. كوستاريكا، الآن بطلة كونكاكاف ثلاث مرات وللاحتفال بـ الذكرى السنوية لأداء فريقها في كأس العالم، تم اختيارها من قبل CONCACAF وUNCAF باعتبارها الدولة المضيفة لبطولة كأس الأمم للأمم المتحدة الافتتاحية في 19 فبراير 1991.

## النتائج
| السنة | المضيف           | النهائي     | النهائي                     | النهائي     | المركز الثالث والرابع | المركز الثالث والرابع       | المركز الثالث والرابع |
| السنة | المضيف           | البطل       | النتيجة                     | الوصيف      | المركز الثالث         | النتيجة                     | المركز الرابع         |
| ----- | ---------------- | ----------- | --------------------------- | ----------- | --------------------- | --------------------------- | --------------------- |
| 1991 ‏ | · كوستاريكا      | · كوستاريكا | دورة روبن                   | هندوراس     | · غواتيمالا           | دورة روبن                   | · السلفادور           |
| 1993 ‏ | هندوراس          | هندوراس     | دورة روبن                   | · كوستاريكا | · بنما                | دورة روبن                   | · السلفادور           |
| 1995 ‏ | · السلفادور      | هندوراس     | كأس أمريكا الوسطى 1995 ‏     | · غواتيمالا | · السلفادور           | كأس أمريكا الوسطى 1995 ‏     | · كوستاريكا           |
| 1997 ‏ | · غواتيمالا      | · كوستاريكا | دورة روبن                   | · غواتيمالا | · السلفادور           | دورة روبن                   | هندوراس               |
| 1999 ‏ | · كوستاريكا      | · كوستاريكا | دورة روبن                   | · غواتيمالا | هندوراس               | دورة روبن                   | · السلفادور           |
| 2001 ‏ | هندوراس          | · غواتيمالا | دورة روبن                   | · كوستاريكا | · السلفادور           | دورة روبن                   | · بنما                |
| 2003 ‏ | · بنما           | · كوستاريكا | دورة روبن                   | · غواتيمالا | · السلفادور           | دورة روبن                   | هندوراس               |
| 2005 ‏ | · غواتيمالا      | · كوستاريكا | كأس أمريكا الوسطى 2005 ‏ ر.ت | هندوراس     | · غواتيمالا           | كأس أمريكا الوسطى 2005 ‏     | · بنما                |
| 2007 ‏ | · السلفادور      | · كوستاريكا | كأس أمريكا الوسطى 2007 ‏ ر.ت | · بنما      | · غواتيمالا           | كأس أمريكا الوسطى 2007 ‏     | · السلفادور           |
| 2009 ‏ | هندوراس          | · بنما      | كأس أمريكا الوسطى 2009 ‏ ر.ت | · كوستاريكا | هندوراس               | كأس أمريكا الوسطى 2009 ‏ ر.ت | · السلفادور           |
| 2011  | · بنما           | هندوراس     | 2–1                         | · كوستاريكا | · بنما                | 0–0 5–4 ر.ت                 | · السلفادور           |
| 2013 ‏ | · كوستاريكا      | · كوستاريكا | كأس أمريكا الوسطى 2013 ‏     | هندوراس     | · السلفادور           | كأس أمريكا الوسطى 2013 ‏     | · بليز                |
| 2014  | الولايات المتحدة | · كوستاريكا | 2–1                         | · غواتيمالا | · بنما                | 1–0                         | · السلفادور           |
| 2017  | · بنما           | هندوراس     | دورة روبن                   | · بنما      | · السلفادور           | دورة روبن                   | · كوستاريكا           |

### فرق المراكز الأربعة الأولى
| المنتخب   | البطل                                                      | الوصيف                               | المركز الثالث                              | المركز الرابع                                    |
| --------- | ---------------------------------------------------------- | ------------------------------------ | ------------------------------------------ | ------------------------------------------------ |
| كوستاريكا | 8 ( 1991 *، 1997، 1999 *، 2003، 2005، 2007، 2013 *، 2014 ) | 4 ( 1993، 2001، 2009، 2011 )         | —                                          | 2 ( 1995، 2017 )                                 |
| هندوراس   | 4 ( 1993 *، 1995، 2011، 2017 )                             | 3 ( 1991، 2005، 2013 )               | 2 ( 1999، 2009 )                           | 2 ( 1997، 2003 )                                 |
| غواتيمالا | 1 ( 2001 )                                                 | 5 ( 1995، 1997 *، 1999، 2003، 2014 ) | 3 ( 1991، 2005، 2007 )                     | —                                                |
| بنما      | 1 ( 2009 )                                                 | 2 ( 2007، 2017 * )                   | 3 ( 1993، 2011 *، 2014 )                   | 2 ( 2001، 2005 )                                 |
| السلفادور | —                                                          | —                                    | 6 ( 1995 *، 1997، 2001، 2003، 2013، 2017 ) | 7 ( 1991، 1993، 1999، 2007 *، 2009، 2011، 2014 ) |
| بليز      | —                                                          | —                                    | —                                          | 1 ( 2013 )                                       |
| نيكاراغوا | —                                                          | —                                    | —                                          | —                                                |

* المضيفين

## نتائج المنتخبات الكاملة
| # | الفريق    | لعب | ف  | ت  | خ  | له  | جا  | جي دي | نقاط |
| - | --------- | --- | -- | -- | -- | --- | --- | ----- | ---- |
| 1 | كوستاريكا | 61  | 36 | 16 | 9  | 109 | 38  | +71   | 124  |
| 2 | هندوراس   | 60  | 34 | 12 | 14 | 108 | 49  | +59   | 114  |
| 3 | غواتيمالا | 51  | 23 | 14 | 14 | 63  | 48  | +15   | 83   |
| 4 | السلفادور | 63  | 22 | 14 | 27 | 62  | 72  | − 10  | 80   |
| 5 | بنما      | 52  | 21 | 13 | 18 | 56  | 52  | +4    | 76   |
| 6 | نيكاراغوا | 44  | 5  | 5  | 34 | 29  | 111 | − 82  | 20   |
| 7 | بليز      | 33  | 1  | 6  | 26 | 20  | 81  | − 61  | 9    |

## روابط خارجية
- الموقع الرسمي
 باللغة الإسبانية
- الموقع الرسمي
 باللغة الإنجليزية